# Coupe d'Europe des nations de rugby à XIII 1977
Navigation
Édition précédente Édition suivante
La Coupe d'Europe des nations de rugby à XIII 1977 est la dix-huitième édition de la Coupe d'Europe des nations de rugby à XIII, elle se déroule du 29 janvier 1977 au 20 mars 1977, et oppose l'Angleterre, la France et le Pays de Galles. Ces trois nations composent le premier niveau européen.
La France remporte son cinquième titre européen après l'édition 1939, 1949, 1951 et 1952.

## Villes et stades
| Leeds (Angleterre) | Toulouse (France) | Carcassonne (France)            |
| ------------------ | ----------------- | ------------------------------- |
| Headingley         | Stadium           | Stade Albert-Domec              |
| Headingley, Leeds  | Stadium, Toulouse | Stade Albert Domec, Carcassonne |

## Les équipes

### France
Le sélectionneur est Yves Bégou.
| Nom                  | Âge | Matchs (Ptsmarqués) pendant l'édition | Club               |
| -------------------- | --- | ------------------------------------- | ------------------ |
| Guy Alard            | 21  | 2 (0)                                 | Carcassonne        |
| Hervé Bonet          | 23  | 2 (3)                                 | Avignon            |
| Jean-Marc Bourret    | 19  | 2 (16)                                | XIII Catalan       |
| José Calle (c)       | 31  | 2 (6)                                 | Saint-Estève       |
| Manuel Caravaca      | 22  | 2 (0)                                 | Carcassonne        |
| Michel Cassin        | 22  | 2 (0)                                 | Toulouse           |
| Patrick Chauvet      | 24  | 1 (0)                                 | Carcassonne        |
| Jean-Jacques Cologni | 26  | 1 (0)                                 | XIII Catalan       |
| Bernard Curt         | 31  | 1 (0)                                 | Bordeaux           |
| Henri Daniel         | 26  | 2 (0)                                 | XIII Catalan       |
| Jean-Pierre Di Nola  | 22  | 0 (0)                                 | Cavaillon          |
| Serge Gleyzes        | 28  | 1 (0)                                 | Avignon            |
| Jacques Guigue       | 24  | 2 (0)                                 | Avignon            |
| Bernard Guilhem      | 23  | 1 (10)                                | Carcassonne        |
| Jean-Marie Imbert    | 26  | 0 (0)                                 | Avignon            |
| Christian Laskawiec  | 24  | 1 (3)                                 | Albi               |
| José Moya            | 22  | 1 (0)                                 | Carcassonne        |
| Joël Roosebrouck     | 23  | 1 (0)                                 | Villeneuve-sur-Lot |
| Pierre Saboureau     | 28  | 1 (0)                                 | XIII Catalan       |
| Jean-Pierre Sauret   | 31  | 2 (3)                                 | XIII Catalan       |

## Classement
| Classement |                |   |   |   |   |    |    |     |
|            | Équipe         | J | V | N | D | PP | PC | Pts |
| 1          | France         | 2 | 2 | 0 | 0 | 41 | 17 | 4   |
| 2          | Pays de Galles | 2 | 1 | 0 | 1 | 8  | 15 | 2   |
| 3          | Angleterre     | 2 | 0 | 0 | 2 | 17 | 34 | 0   |

| 29 janvier 1977 | Angleterre | 2 - 6   | Pays de Galles | Headingley Rugby Stadium, Leeds |
| 20 février 1977 | France     | 13 - 2  | Pays de Galles | Stadium, Toulouse               |
| 30 mars 1977    | France     | 28 - 15 | Angleterre     | Stade Albert-Domec, Carcassonne |

### Rencontres

#### Angleterre  - Pays de Galles
(mt : -)
Points marqués :
- Angleterre : 1 pénalité de Fairbairn.
- Pays de Galles : 1 essai de Cunningham ; 1 but de Woods ; 1 drop de Rowe.

Évolution du score :
Arbitre :  Billy Thompson
Spectateurs : 6 472
Compositions des équipes
- Angleterre : George Fairbairn - Stuart Wright, John Holmes, Les Dyl, Les Jones - Ken Gill (o), Roger Millward (m)(c) - Brian Hogan, John Bridges, Jimmy Thompson, Jeff Grayshon, Les Gorley, Doug Laughton - David Eckersley, Malcolm Reilly - Entraîneur  : Peter Fox
- Pays de Galles : David Watkins (c) - Roy Mathias, John Bevan, Eddie Cunningham, Maurice Richards - Bill Francis (o), Paul Woods (m) - Jim Mills, Tony Fisher, John Mantle, Mike Nicholas, Colin Dixon, Peter Rowe - Ray Wilkins, ? - Entraîneur : David Watkins.

| Rang | Nation         | Points | Diff |
| ---- | -------------- | ------ | ---- |
| 1    | Pays de Galles | 2      | + 4  |
| 2    | France         | 0      | 0    |
| 3    | Angleterre     | 0      | - 4  |

#### Pays de Galles - France
(mt : 6 - 0)
Points marqués :

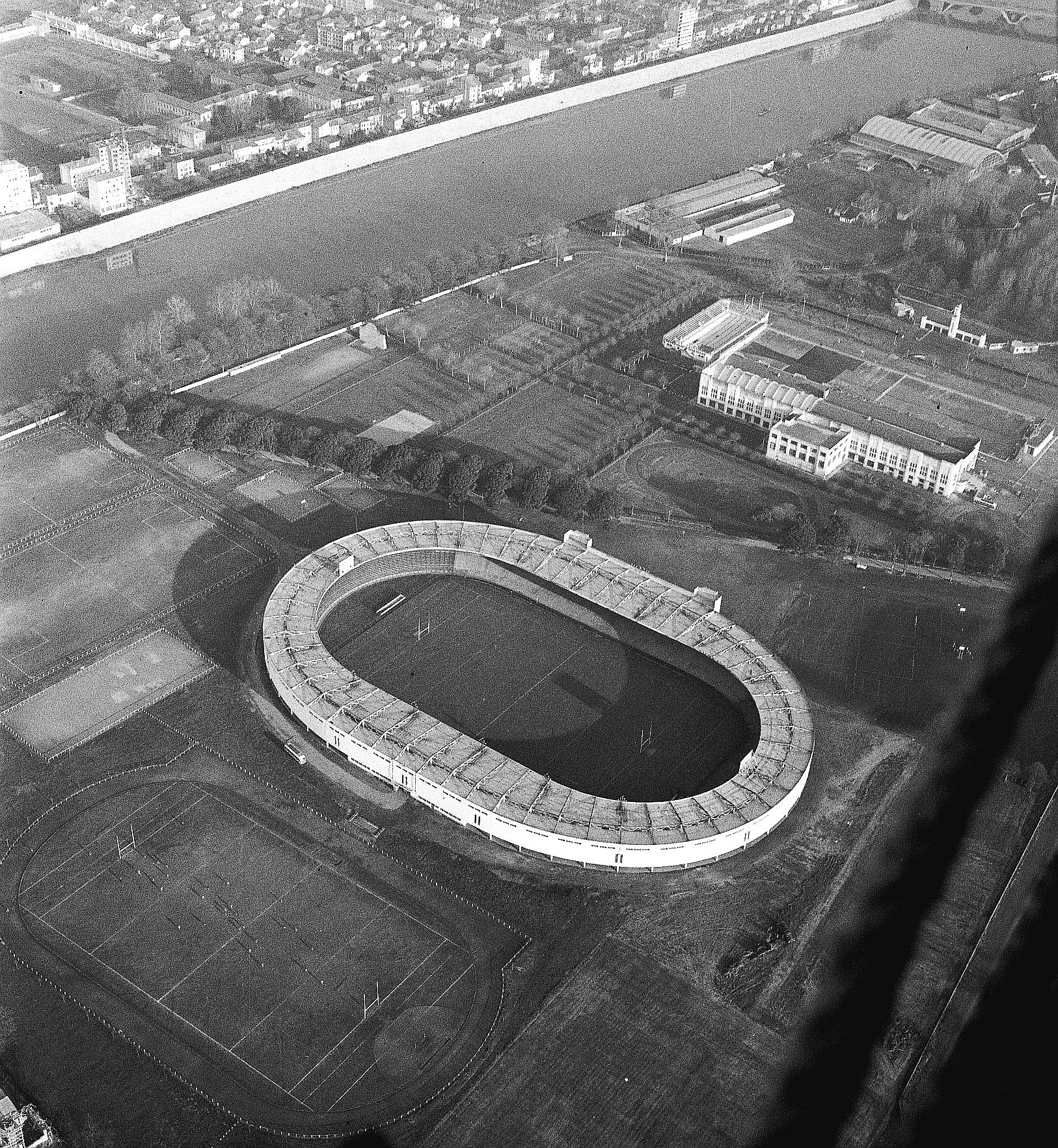
Le Stadium de Toulouse est le stade choisi pour cette rencontre.

- France : 1 essai de Laskawiec ; 5 buts de Guilhem.
- Pays de Galles : 1 but de Woods.

Évolution du score :
Arbitre :  André Lacaze
Spectateurs : 5 827
Compositions des équipes
- France : Jacques Guigue - Christian Laskawiec, Bernard Guilhem, Jean-Marc Bourret, Patrick Chauvet - José Calle (o)(c), Guy Alard (m) - Henri Daniel, Hervé Bonet, Michel Cassin, Serge Gleyzes, Jean-Pierre Sauret, Manuel Caravaca - Joël Roosebrouck, Jean-Pierre Di Nola - Entraîneur  : Yves Bégou
- Pays de Galles : Ray Wilkins - Roy Mathias, John Bevan, David Treasure, Clive Sullivan - Bill Francis (o), Paul Woods (m) - Jim Mills, Tony Fisher, Brian Butler, Mike Nicholas, Colin Dixon, Peter Rowe - Dennis Curling, Mick Murphy - Entraîneur : Ron Simpson.

Forte de sa victoire surprenante face à l'Angleterre, le pays de Galles peut s'adjuger le titre européen à l'occasion de ce second match contre la France. Le pays de Galles, qui a renoncé à se présenter à la Coupe du monde, doit se passer pour ce match de David Watkins, Maurice Richards , John Mantle et Eddie Cunningham, tous présents lors de l'exploit anglais et fut contraint de rajeunir son équipe. La France sait que ce tournoi représente une préparation importante pour la Coupe du monde où elle y sera présente. Jean-Marc Bourret, surnommé Petit Prince, est la tête de gondole du renouveau générationnelle français avec à ses côtés Jacques Guigue, Hervé Bonet et Manuel Caravaca. Le sélectionneur français, Yves Bégou, est nouvellement arrivé en remplacement d'André Carrère et connaît sa première composition. Leur dernière confrontation s'était soldée par une large victoire des Gallois 23-2 à Salford en novembre 1975.
Les Gallois décident d'imposer à la France une épreuve de force d'entrée à laquelle les Français répondent et même mieux leur permet de marquer plusieurs pénalités par Bernard Guilhem aux 4e, 15e et 25e minute et de mener 6-0. Malgré quelques échanges de coups, le match est bien tenu. Les Gallois buttent sur les Français et réorganisent son équipe en faisant sortir Bill Francis pour Dennis Curling, et David Treasure prenant le position d'ouvreur à la 35e minute. La France mène 6-0 à la mi-temps.
Le changement tactique gallois amène une domination galloise au retour des vestiaires et inscrit un essai de Curling à la 41e minute mais refusé par André Lacaze pour passage en touche. Une attaque tranchante de Roy Mathias est stoppée sur sa ligne par Bourret, et un autre sauvetage par Guigue empêcha une nouvelle fois les Gallois de marquer. La France, après avoir laissé passer l'orage, reprend le jeu à son compte, est tout près de marquer un essai par Guy Alard à la 52e minute et c'est finalement une quatrième pénalité de Guilhem qui fut marqué pour accentuer leur avance (8-0) à laquelle les Gallois répondent aussitôt par une pénalité de Paul Woods (60e minute). Les Gallois procèdent alors à leur deuxième changement en faisant entrer Mick Murphy mais ce fut le moment choisi par la France pour marquer enfin un essai par Christian Laskawiec sur un coup de pied à suivre de Bourret. La France a l'occasion d'inscrire un nouvel essai par Alard mais devancé par le pied de Woods et remporte ce match 13-2. Côté français, Jean-Pierre Di Nola, remplaçant, ne rentre pas durant la rencontre.
| Rang | Nation         | Points | Diff |
| ---- | -------------- | ------ | ---- |
| 1    | France         | 2      | + 11 |
| 2    | Pays de Galles | 2      | - 7  |
| 3    | Angleterre     | 0      | - 4  |

Les réactions sont joyeuses côté français, son président, René Mauries, déclare que le « le XIII de France a trouvé la voie [...], cette victoire sur Galles est la porte ouverte au changement », et son directeur technique national, Antoine Jimenez, de dire « Ça nous transforme des victoires semblables, on en avait un peu perdu l'habitude ». Du côté de l'encadrement gallois, l'habituel capitaine, Watkins, pointe les erreurs tactiques des Gallois et regrette cette défaite. Le secrétaire général de la Rugby League, David Oxley, est enthousiaste devant la performance française et espère que la France revienne une nation forte en confirmant contre l'Angleterre en mars 1977.

#### France - Angleterre
(mt : 12 - 5)
Points marqués :
- France : 5 essais de Sauret (37e), Bourret (40e et 55e), Calle (67e) et Bonet (71e) ; 3 transformations de Calle et Bourret (2) ; 3 pénalités de Bourret (5e, 25e et 76e) ; 1 drop de Calle (46e).
- Angleterre : 3 essais de Lowe (30e), Nicholls (66e) et Smith (70e) ; 3 transformations de Fairbairn (30e, 66e et 70e).

Évolution du score :
Arbitre :  M. Masse
Spectateurs : 18 000
Compositions des équipes
- France : Pierre Saboureau - José Moya, Jacques Guigue, Jean-Marc Bourret, Bernard Curt - José Calle (o)(c), Guy Alard (m) - Henri Daniel, Hervé Bonet, Michel Cassin, Jean-Pierre Sauret, Jean-Jacques Cologni, Manuel Caravaca - Jean-Marie Imbert, Joël Roosebrouck - Entraîneur  : Yves Bégou
- Angleterre : George Fairbairn - Ged Dunn, Eric Hughes, Les Dyl, David Smith - Ken Gill (o), Roger Millward (m)(c) - Mike Coulman, David Ward, Vince Farrar, Phil Lowe, Paul Rose, Steve Norton - John Holmes, George Nicholls - Entraîneur : Peter Fox.

Le stade Albert-Domec de Carcassonne est le théâtre d'une rencontre qui permet de désigner le champion d'Europe des nations et se joue devant près de 18 000 spectateurs. La France, emmenée par son capitaine José Calle, se présente sans son centre Bernard Guilhem blessé et remplacé à son poste par Jacques Guigue, Pierre Saboureau étant désigné arrière, elle désire faire oublier la dernière confrontation contre l'Angleterre qui l'avait battu 48-2 à Bordeaux en 1975. L'Angleterre, défaite au match précédant par le pays de Galles, a à cœur de se reprendre dans la perspective de la Coupe du monde 1977
Après une pénalité ratée d'Eric Hughes, la France ouvre le score à la 5e minute par une pénalité de Jean-Marc Bourret, désigné botteur en absence de Guilhem. Les Anglais, surpris par la détermination et la volonté défensive des Français, ne réussissent pas à entrer dans le match et encaissaient une seconde pénalité à la 25e minute. La rencontre bascule une première fois à la 30e minute lors d'un essai de Phil Lowe sur une échappée de 25 mètres et une transformation de George Fairbairn permettant aux Anglais de mener pour la première fois dans ce match 5-4. Les Français se rebiffent et inscrivent deux essais coup sur coup par Jean-Pierre Sauret et Bourret renversant le score à la mi-temps à 12-6 pour la France.
En seconde période, la France continue de maintenir son tempo par un drop de José Calle puis un nouvel essai de Bourret sur une tenue rapide la laissant s'échapper au score 16-5. Les Anglais essaient de remettre la main sur le ballon, marque son second essai du match par l'intermédiaire de George Nicholls mais ce fut le moment choisi par Calle d'inscrire un nouvel essai à la suite d'une pénalité ratée de Bourret et une maladresse de Vince Farrar qui ne maîtrise pas le ballon. La France mène alors 21-10 grâce à une nouvelle pénalité de Bourret mais se déconcentre. Les Anglais en profitent pour marquer un essai David Smith mais la France répond aussitôt par un nouvel essai d'Hervé Bonet pour porter le score à 26-15. Bourret inscrit une dernière pénalité à quatre minutes de la fin et la France remporte le match 28-15 et s'adjuge le titre de Champion d'Europe des nations, une première depuis 1952.
| Rang | Nation         | Points | Diff |
| ---- | -------------- | ------ | ---- |
| 1    | France         | 4      | + 24 |
| 2    | Pays de Galles | 2      | - 7  |
| 3    | Angleterre     | 0      | - 17 |

La défaite anglaise n'est pas sans conséquence, le sélectionneur anglais Peter Fox est démis de ses fonctions. Pour la France, ce résultat est source d'espoirs sur les futures échéances et l'éclosion de Jean-Marc Bourret au niveau international à seulement dix-neuf ans.